# Przyborów
Przyborów [pronunciación en polaco: /pʂɨˈbɔruf/] es un pueblo en el distrito administrativo de Gmina Widawa, dentro del condado de Łask, voivodato de Łódź, en el centro de Polonia.  Se encuentra aproximadamente 10 kilómetros al sur de Widawa, 27 kilómetros al suroeste de Łask, y 58 kilómetros al suroeste de la capital regional, Łódź.